# 伊吹誓乃
伊吹 誓乃（いぶきちかの）は、日本の女性声優。栃木県出身。INSPIONエージェンシー所属。2021年から始動。

## 人物
歌、ダンス、動画編集、ライブ観賞、旅行などを趣味とし、水泳、速読、フラフープをほぼ動かずに回せることなどを特技としている。

## 出演
太字はメインキャラクター。

### テレビアニメ
- Engage Kiss（2022年、オペレーター[3]）
- トモちゃんは女の子!（2023年、生徒[4]）
- UniteUp!（2023年 - 2025年[5]、女子高生[6][7]、ファン[8]、観客[9]） - 2シリーズ[一覧 1]

### WEBアニメ
- ガンダムビルドメタバース（2023年、メロウ（メロウ・ネージュ）、ナレーション）

### ゲーム
2022年
- ディズニー ツイステッドワンダーランド （オルト〈幼少期〉）

2023年
- Engage Kill（ハンプティ）
- アースリバイバル（ターシャ）
- 早咲きのくろゆり（笹森花）

2024年
- 鳴潮（アンコ）
- リバースアーク（イアムス）
- カバラの伝説（ヘビイチゴ）

### その他コンテンツ
- キラキラきらり☆（2022年、ショートアニメ、女の子）
- 第1回〜第4回エンキル運営Live! （2023年、YouTube）
- 『第二ソラリス』クローズドβテスト1周年PV（2025年、X、ナレーション）
- 『鳴潮』Ver2.3ザン業出張特別配信（2025年、YouTube、X、TikTok）

### シリーズ一覧
1. ↑  第1期（2023年）、第2期『-Uni:Birth-』（2025年）